# مشترك (كتاب)
مشترك: لماذا سيكون نموذج الاشتراك هو مستقبل شركتك - وماذا تفعل حيال ذلك هو كتاب عن استراتيجية الأعمال لعام 2018 حول اقتصاد الاشتراك كتبه «تين تسو» مع «جابي ويزرت».

## نظرة عامة
كتب «تزو»، المؤسس المشارك والرئيس التنفيذي لشركة «زورا»، - وهي شركة برمجيات للمؤسسات تعمل على توفير برامج إدارة الاشتراك للشركات -أن العالم ينتقل من الأعمال القائمة على المنتجات إلى الأعمال القائمة على الخدمات حيث يفضل العملاء بشكل متزايد الوصول على الملكية. يكتب «تزو» أن نماذج الاشتراك تتطلب التكيف المستمر مع احتياجات العملاء للاحتفاظ بهؤلاء العملاء، وأولئك الذين لا يتكيفون سيغادرون من العمل.
الكتاب ينقسم إلى قسمين، يغطي القسم الأول أصل ونمو نموذج أعمال الاشتراك، بينما يتناول القسم الثاني بالتفصيل كيفية النجاح مع نموذج الاشتراك. ويتضمن الكتاب دراسات حالة للأعمال التجارية التقليدية، مثل شركة الجيتار «فيندر» أو الشركة المصنعة «كاتار بيلر» التي حققت نجاحًا في إتاحة إمكانية الاشتراك في منتجاتها وخدماتها.

## النشر
تم نشر الكتاب من قبل «بورتفوليو/بينوجوين راندوم هاوس» في 5 يونيو 2018، حيث ظل أسبوعًا واحدًا في قائمة الكتب الأكثر مبيعا في «يو إس إيه توداي» وأسبوعًا واحدًا في قائمة «لوس أنجلوس تايمز هاردكفور»

## روابط خارجية
- Subscribed at Penguin Random House